# Az Erdélyi Királyi Gubernium vezetőinek listája

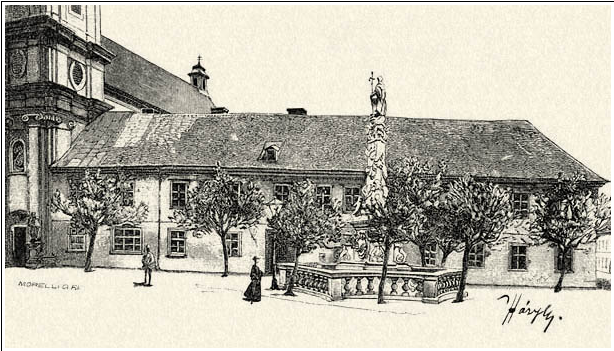
Az Erdélyi Főkormányszék épülete Kolozsváron

Az Erdélyi Királyi Gubernium (kormányzóság) a magyarországi Helytartótanács erdélyi megfelelője volt. 1691-ben állították fel, amely kezdetben Gyulafehérváron működött, majd a Rákóczi-szabadságharc elől menekülve Nagyszebenbe költözött, 1791-ben pedig Kolozsvárra helyezték át.
A Gubernium hagyományos, rendi jellegét biztosítandó, a kormányzót (gubernator) és a tanács tagjait az uralkodó csak az erdélyi országgyűlés jelöltjei közül nevezhette ki, emellett a Gubernium jelentős bírói hatáskört is megőrzött, ügyintézésében csak később alakult ki fokozatosan a hatékonyabb munkát lehetővé tevő hivatali fegyelem és rend.

## Erdélyi gubernátorok, guberniumi elnökök, katonai és polgári kormányzók (1691–1869)
| Név                                     | Kormányzósági ideje                                                   | Kormányzósága alatti uralkodó                                              | Megjegyzés |
| --------------------------------------- | --------------------------------------------------------------------- | -------------------------------------------------------------------------- | ---------- |
| Bánffy György                           | gubernátor 1691. január 20.–1708. november 15.                        | I. Lipót magyar király, I. József magyar király                            |            |
| Haller István                           | a Deputatio elnöke 1709. augusztus 10.–1710. május 2.                 | I. József magyar király                                                    |            |
| Wesselényi István                       | a Deputatio elnöke 1710. május 2.–1713. március 31.                   | I. József magyar király, III. Károly magyar király                         |            |
| Kornis Zsigmond                         | gubernátor 1713. március 31.–1731. december 14.                       | III. Károly magyar király                                                  |            |
| Franz Anton Paul Wallis                 | elnök 1732. július 19.–1734. december 2.                              | III. Károly magyar király                                                  |            |
| Hallerkői Haller János                  | gubernátor 1734. december 2.–1755. október 18.                        | III. Károly magyar király, Mária Terézia magyar királynő                   |            |
| Franz Wenzel von Wallis                 | elnök 1755. december–1758. július 6.                                  | Mária Terézia magyar királynő                                              |            |
| Kemény László                           | gubernátor 1758. július 6.–1762. május 7.                             | Mária Terézia magyar királynő                                              |            |
| Adolf Nikolaus von Buccow               | elnök 1762. május 7.–1764. május 18.                                  | Mária Terézia magyar királynő                                              |            |
| Hadik András                            | elnök 1764. június 17.–1768. március 27.                              | Mária Terézia magyar királynő                                              |            |
| Karl O’Donnell                          | elnök 1768. március 27.–1770. szeptember 28.                          | Mária Terézia magyar királynő                                              |            |
| Joseph Maria von Auersperg              | gubernátor 1771. január 31.–1773. április 8.                          | Mária Terézia magyar királynő                                              |            |
| Samuel von Brukenthal                   | elnök 1774. július 6.–1777. július 16.                                | Mária Terézia magyar királynő                                              |            |
| Samuel von Brukenthal                   | gubernátor 1777. július 16.–1787. január 9.                           | Mária Terézia magyar királynő, II. József magyar király                    |            |
| Bánffy György                           | gubernátor 1787. január 9.–1822. július 5.                            | II. József magyar király, II. Lipót magyar király, I. Ferenc magyar király |            |
| Jósika János                            | elnök 1822. szeptember 11.–1834. október 15.                          | I. Ferenc magyar király                                                    |            |
| Habsburg-Estei Ferdinánd főherceg       | elnök 1835. február 7.–1837. április 30.                              | I. Ferenc magyar király, V. Ferdinánd magyar király                        |            |
| Kornis János                            | gubernátor 1838. október 5.–1840. augusztus 15.                       | V. Ferdinánd magyar király                                                 |            |
| Teleki József                           | gubernátor 1842. január 8.–1848. november 14.                         | V. Ferdinánd magyar király                                                 |            |
| Mikó Imre                               | elnök 1848. november 14.–1848. december 22.                           | V. Ferdinánd magyar király, I. Ferenc József magyar király                 |            |
| Vay Miklós                              | erdélyi királyi biztos 1848. június 19.–1849. január 2.               | I. Ferenc József magyar király                                             |            |
| Ludwig von Wohlgemuth                   | katonai és polgári kormányzó 1849. július 11.–1851. február 24.       | I. Ferenc József magyar király                                             |            |
| Karl Philipp Borromäus zu Schwarzenberg | katonai és polgári kormányzó 1851. április 29.–1858. június 25.       | I. Ferenc József magyar király                                             |            |
| Friedrich von Liechtenstein             | katonai és polgári kormányzó 1858. július 26.–1861. április 23.       | I. Ferenc József magyar király                                             |            |
| Mikó Imre                               | gubernátor 1860. december 10.–1861. november 21.                      | I. Ferenc József magyar király                                             |            |
| Ludwig Folliot de Crenneville           | elnök 1861. november 26.–1867. április 2.                             | I. Ferenc József magyar király                                             |            |
| Péchy Manó                              | királyi biztos, elnök a felszámolásig 1867. április 2.–1869. május 1. | I. Ferenc József magyar király                                             |            |

## Kapcsolódó szócikk
- Erdélyi udvari kancellária